# Lista över Swazilands monarker
Swaziland är en arvmonarki och kungen är landets statschef.
Nedan följer en lista över Swazilands statsöverhuvuden.

## BrittiskaprotektoratetSwaziland 1780-1968
| Regent                     | Tillträde        | Avgång           | Titel          |
| -------------------------- | ---------------- | ---------------- | -------------- |
| Zikodze                    | 1780             | 1815             | Högste hövding |
| Mndzebele                  | 1815             | 1815             | Högste hövding |
| Sobhuza I                  | 1815             | 1836             | Högste hövding |
| Lojiba Simelane            | 1836             | 1840             | Högste hövding |
| Mswati II                  | 1840             | 1868             | Högste hövding |
| Thandile Ndwandwe          | juli 1868        | juni 1875        | Högste hövding |
| Dlamini IV                 | juni 1875        | 7 oktober 1889   | Högste hövding |
| Tibati Nkambule            | 7 oktober 1889   | 1894             | Högste hövding |
| Ngwane V                   | februari 1895    | 10 december 1899 | Högste hövding |
| Labotsibeni Gwamile Mdluli | 10 december 1899 | 22 december 1921 | Högste hövding |
| Sobhuza II                 | 22 december 1921 | 6 september 1968 | Högste hövding |

## Swaziland 1968-
| Regent         | Tillträde        | Avgång          | Titel          |
| -------------- | ---------------- | --------------- | -------------- |
| Sobhuza II     | 6 september 1968 | 21 augusti 1981 | Konung         |
| Dzeliwe        | 21 augusti 1982  | 9 augusti 1983  | Drottning      |
| Sozisa Dlamini | 9 augusti 1983   | 18 augusti 1983 | Högste hövding |
| Ntombi         | 18 augusti 1983  | 25 april 1986   | Drottning      |
| Mswati III     | 25 april 1986    |                 | Konung         |